# 武田勝親
武田 勝親（たけだ かつちか、天正8年（1580年） - 天和2年6月19日（1682年7月23日））は、安土桃山時代から江戸時代初期の人物。甲斐武田氏の当主・武田勝頼の三男で武田信勝の異母弟。幼名は勝千代。『甲斐国志』では、勝頼の三男であったことから初名が「勝三」であったとし、これは幼名であるとも考えられている。また、実名は「勝近」とする説もある。『系図纂要』によれば、通称は左衛門。 号は「善悦」。

## 生涯
天正10年（1582年）3月、織田・徳川連合軍の甲州征伐により、父の武田勝頼や兄の信勝は天目山で自害し、戦国大名としての甲斐武田氏は滅亡した。『甲斐国志』『系図纂要』によれば、2歳の勝親は家臣の栗原氏（栗原左衛門尉）に救出され、大菩薩峠を越え鎌倉へ落ち延びた。その後、摂津国尼崎富田村（兵庫県尼崎市）へ移り、池田信輝庇護下にて出家して「善悦」と号し、浄土真宗本願寺派の僧となったという。『系図纂要』では、天和2年（1682年）に享年103で死去した。勝親は富田村に善念寺を創建した。善念寺は太平洋戦争で焼失したが、江戸時代の供養塔が現存している。善念寺の武田家が末裔とされている。

## その他
『系図纂要』には「又還住」と記されていることから、武田氏滅亡・天正壬午の乱を経て甲斐へ帰国していた可能性も考えられている。『摂津名所図会』では、勝親を救出したのは栗原左衛門尉で、醍醐寺密経院の配慮で富田村へ移り、大坂城へ入城して織田信長と戦ったとされているが、これは誤伝であることが指摘される。